# Rieferath
Rieferath ist ein Ortsteil der Gemeinde Windeck im Rhein-Sieg-Kreis. Er besteht aus Nieder- und Oberrieferath. Rieferath gehört zu den Ortschaften der Herchener Höhe.

## Lage

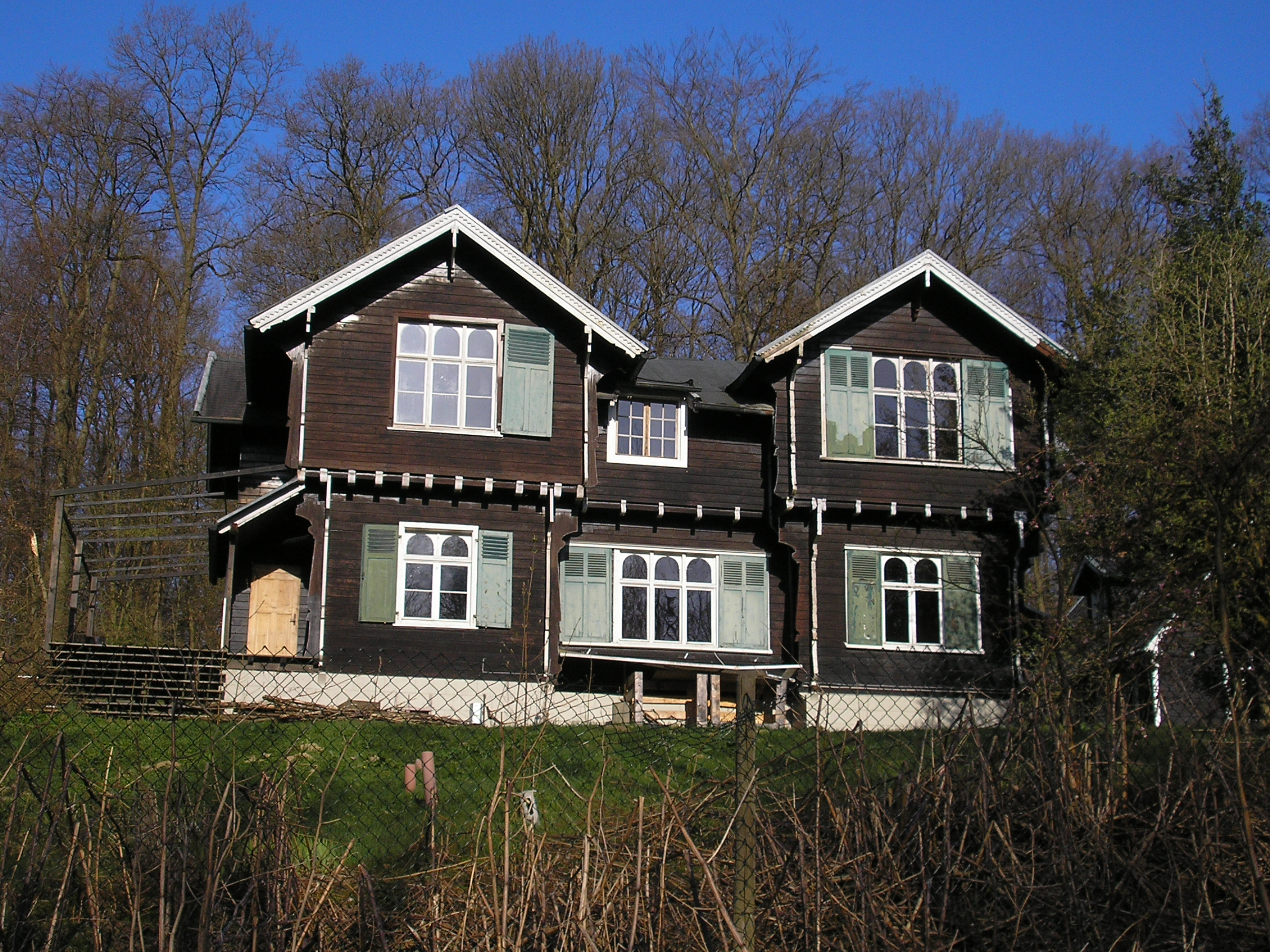
Forsthaus bei Rieferath (1893)

Rieferath liegt in einer Höhe von 166 m bis 222 m ü. NHN auf dem Nutscheid. Nachbarorte sind Lüttershausen und Ringenstellen. Oberrieferath wird von der Landesstraße 312 durchzogen. Niederrieferath liegt am Rieferather Bach, der bei Niederottersbach in den Ottersbach mündet.

## Geschichte
Der Ort wurde erstmals 1483 als Ryffrode erwähnt.
Am 22. Februar 1944 stürzte bei Niederrieferath ein Bomber vom Typ B-17 „Flying Fortress“ der United States Army Air Forces ab. Dieser war zuvor massiv von deutschen Jagdflugzeugen beschossen worden. Beim Absturz wurden vier Soldaten getötet und sechs weitere konnten sich mit dem Fallschirm retten.

### Einwohner
1830 hatte Niederrieferath 87 Bewohner, Oberrieferath 46.
1845 hatten die beiden Weiler 177 Einwohner, 97 Katholiken und achtzig evangelische Menschen. In Niederrieferath wohnten neunzig Personen in 17 Häusern, in Oberrieferath 87 in fünfzehn Häusern.
1888 hatte Niederrieferath 55 Einwohner in 14 Häusern, Oberrieferath 60 Bewohner in 18 Häusern.
Anfang des 20. Jahrhunderts waren für Niederrieferath folgende Haushalte verzeichnet: Ackerer Christian Becher, Maurer Wilhelm Engelbert, Ackerin Witwe Peter Fahnenmüller, Ackerer Wilhelm Fahnenmüller, Witwe Josef Fennig, Ackerer Gottfried Hillen, Invalide Peter Ittenbach, Ackerer Wilhelm Ittebach, Ackerer Heinrich Krämer, Hilfsbahnwärter Peter Löhr, Ackerin Witwe Wilhelm Löhr, Ackerer August Müller, Ackerer Wilhelm Müller, Ackerer Gottfried Nohl, Ackerin Witwe Karl Ottersbach und Ackerer August Schmidt.
Für Oberrieferath waren verzeichnet: Tagelöhner Peter Dohle, Streckenarbeiter Josef Görgen, Ackerer Jodokus Görgen, Maurer Christian Henrichs, Ackerin Witwe Karl Henrichs, Streckenarbeiter Franz Nohl, Invalide Christian Pohl, Ackerer August Schumacher, Ackerer Karl Seinsch und Tagelöhner Michael Weyer. Insgesamt sind das 25 Haushalte, davon 22 Erwerbstätige, hiervon wiederum 16 mit eigener Landwirtschaft.

## Sehenswürdigkeiten
Nördlich von Oberrieferath, an der Mucher Straße, liegt ein ehemaliges, unter Denkmalschutz stehendes Forsthaus. Es wurde 1893 auf der Weltausstellung in Chicago ausgestellt und anschließend auf der Herchener Höhe wieder aufgebaut. Das Gebäude wird inzwischen als Wohnhaus genutzt.
1925 war das Forsthaus als Hohl verzeichnet. Bewohner war der Privatförster Anton Huber.
Anfang Januar 2012 fanden hier und im benachbarten Wald Dreharbeiten für den deutsch-norwegischen Film „Zwei Leben“ (Regie: Georg Maas) statt.